# Варецкая, Светлана Петровна
Светлана Петровна Варецкая (род. 6 марта 1951) — советская, российская и украинская актриса. Заслуженная артистка Украинской ССР (1979).

## Биография
В 1973 году окончила актёрский факультет Киевского института театрального искусства им. Карпенко-Карого.
Работала в театрах Днепропетровска, Киева, Белгорода, Москвы.
Преподавала актёрское мастерство в Киевском институте театрального искусства им. Карпенко-Карого.
В 1979 году удостоена почётного звания «Заслуженная артистка Украинской ССР».
С 1994 года работает в Театре на Перовской.

## Творчество

### Роли в театре
- 1994 «Панихида» Б. Дубака — Лета
- 1994 «Свои люди — сочтёмся» А. Н. Островского — Устинья Наумовна
- 1994 «Гасите свечи, господа» — автор и исполнитель
- 1995 «Мина Мазайло» М. Кулиша — тётя Мотя
- 1996 «Лес» А. Н. Островского — Гурмыжская
- 1997 «Александр» Ю. Рогозина — Елена
- 1997 «Бригадир» Д. И. Фонвизина — Бригадирша
- 1998 «Ночной пришелец или свадьба с незнакомцем» Ю. Мамлеева — Трофимовна
- 1998 «Дураков по росту строят» Н. Коляды — Ольга Петровна
- 1999 «Женитьба» Н. В. Гоголя — Тётушка
- 2000 «Всё в саду» Э. Олби — Миссис Туз

### Фильмография
- 2001 — Дальнобойщики
- 2002 — Провинциалы — член приемной комиссии
- 2003 — Участок
- 2003 — Стилет — няня
- 2004 — Прощальное эхо — главврач роддома
- 2004 — МУР есть МУР — тётка Ри
- 2004 — Дальнобойщики-2 (5-я серия «Белоснежка») — Антонина Юрьевна, воспитательница пионерского лагеря
- 2004—2013 — Кулагин и партнёры — Рентулова Зоя Ивановна / Любовь Афанасьевна, комендант общежития/ начальник пионерлагеря
- 2005 — Хиромант — риэлтор
- 2006 — Счастливы вместе — Роза, продавщица
- 2006 — Карамболь
- 2006 — Кадетство — Эмма Владимировна Белова, учительница математики по прозвищу «БМП»
- 2006 — Заколдованный участок — Стасова
- 2006 — Автономка — архивариус
- 2007 — Атлантида
- 2007 — Паутина
- 2007 — На пути к сердцу
- 2007 — Бальзаковский возраст, или Все мужики сво… — Зоя Петровна Мурашова, мать Ивана, жениха Полины
- 2008 — Обручальное кольцо
- 2008 — Рыжая
- 2008 — Час Волкова-2 — соседка
- 2008 — Долги чести
- 2008 — Тени прошлого
- 2008 — Уравнение со всеми известными — Эмма Рудольфовна, свекровь Веры
- 2008 — Срочно в номер-2 — уборщица
- 2008 — Наследство
- 2008 — Скелет в шкафу — мама Инги
- 2008 — Пуля-дура. Возвращение агента
- 2008 — Продолжение следует
- 2008 — Паутина-2
- 2008 — От любви до кохання — бабка
- 2008 — Кружева — директор школы
- 2008 — Жаркий лёд — назойливая соседка Наташи по палате
- 2008 — Глухарь — Лидия Павловна
- 2008 — Дела семейные
- 2008 — Висяки — мать Таранова
- 2009 — Спальный район — Нина, мать Максима, продавщица в супермаркете
- 2009 — Такова жизнь — мать Сени
- 2009 — Пуля дура-2. Агент почти не виден — жена Бруно Яновича
- 2009 — Папины дочки — Жанна Францевна, комендант общежития
- 2009 — Когда мы были счастливы — директор школы
- 2009 — Закон и порядок: Отдел оперативных расследований — завуч школы
- 2009 — Женщина-зима — Вера Николаевна, бывшая тёща Доброва
- 2009 — Вернуть на доследование — мать Таранова
- 2009 — Безмолвный свидетель — мать, которая погибла от рук дочери
- 2009 — Сон разума
- 2010 — Французский доктор
- 2010 — Точка кипения — судья в Германии
- 2010 — Наши соседи — Зинаида Алексеевна
- 2010 — Люб. OFF
- 2010 — Дочки-матери — мать Никиты
- 2010 — Выхожу тебя искать — соседка Аллы
- 2010 — Вышел ёжик из тумана — Татьяна Петровна
- 2011 — Голубка — Алевтина
- 2013 — Особый случай (телесериал) — Алла Петровна
- 2014 — Умельцы (телесериал) — Ольга Антоновна, мать Яны
- 2014 — Майя — Валентина Степановна, классный руководитель
- 2018 — Гранд — Инна Леонидовна, сестра дяди Бори
- 2020 — Спасская — директор детского дома
- 2021 — Кулагины — Шинкаренко